# جوناثان مارتينز
جوناثان مارتينز (بالفرنسية: Jonathan Martins Pereira) (30 يناير 1986 بايون فرنسا - ) هو لاعب كرة قدم فرنسي يلعب كمدافع.

## روابط خارجية
- جوناثان مارتينز على موقع رابطة كرة القدم الفرنسية للمحترفين (الإنجليزية)
- جوناثان مارتينز على موقع قاعدة بيانات كرة القدم.إي يو (الإنجليزية)
- جوناثان مارتينز على موقع ليكيب (الفرنسية)
- جوناثان مارتينز على موقع Soccerway.com (الإنجليزية)
- جوناثان مارتينز على موقع AS.com (الإسبانية)